# Niphonympha doctissima
Niphonympha doctissima is een vlinder uit de familie stippelmotten (Yponomeutidae). De wetenschappelijke naam van deze soort is voor het eerst geldig gepubliceerd in 1924 door Edward Meyrick.
De soort komt voor in het Afrotropisch gebied.